# Kristanna Loken
Kristanna Sommer Loken (Ghent, Nueva York, 8 de octubre de 1979) es una actriz estadounidense conocida por su papel del robot avanzado TX  en la película Terminator 3. También es conocida por el papel de Rayne, en la película BloodRayne, adaptación del videojuego del mismo nombre, dirigida por el alemán Uwe Boll.
Participó en la cuarta temporada de la serie The L Word que fue emitida en Estados Unidos.

## Vida personal
La actriz declaró ser bisexual, y que las relaciones más sentimentales que había tenido habían sido con otras mujeres. Loken estuvo casada con el actor Noah Danny y se separaron en 2009. Es pareja del director de cine Jonathan Bates desde 2016.
The Advocate y otras revistas LGBT publicaron en noviembre de 2006 que Kristanna podría estar teniendo una relación sentimental con la actriz Michelle Rodriguez, coestrella en Bloodrayne.

## Filmografía
Actuó en varias series de televisión entre 1994-1997. Su primera aparición en la pantalla grande fue con Academy Boyz en 1997. Debido a realizar el papel de Taja en Mortal Kombat: Conquest, una joven pelirroja y hermosa, desarrolló fama y destreza. Hay escenas de lucha donde su stunwork es Danna He. En 2003 apareció interpretando sólidamente al cyborg TX, primer robot femenino en Terminator 3: La rebelión de las máquinas de Jonathan Mostow, película que le llevó al estrellato. 
En 2004 actuó en el papel de Brunilda, Reina de Islandia en Dark Kingdom: The Dragon King. En 2006 protagonizó BloodRayne. También interpretó el papel protagonista de la serie Painkiller Jane.

### Películas
| Año  | Película                                      | Rol            | Director              |
| ---- | --------------------------------------------- | -------------- | --------------------- |
| 1997 | Academy Boyz                                  | Linda Baker    | Dennis Cooper         |
| 1999 | Mortal Kombat: Conquest                       | Taja           | Sean Catherine Derek  |
| 2000 | Gangland                                      | Angie          | Art Camacho           |
| 2001 | Panic                                         | Josie          | Bob Misiorowski       |
| 2003 | Terminator 3: La rebelión de las máquinas     | T-X            | Jonathan Mostow       |
| 2004 | Worn Like a Tattoo                            | Madre de Mary  | Danielle Agnello      |
| 2004 | Ring of the Nibelungs                         | Reina Brünhild | Uli Edel              |
| 2005 | BloodRayne                                    | Rayne          | Uwe Boll              |
| 2006 | Lime Salted Love                              | Zepher Genesee | Danielle Agnello      |
| 2007 | In the Name of the King: A Dungeon Siege Tale | Elora          | Uwe Boll              |
| 2009 | Darfur                                        | Malin Lausberg | Uwe Boll              |
| 2010 | The Legend of Awesomest Maximus               | Hottessa       | Jeff Kanew            |
| 2010 | Ties That Bind                                | Hope Webster   | Frédéric d'Amours     |
| 2011 | S.W.A.T.: Firefight                           | Rose Walker    | Benny Boom            |
| 2012 | Bounty Killer                                 | Catherine      | Henry Saine           |
| 2024 | Darkness of Man                               | Claire         | James Cullen Bressack |
| 2025 | No Address                                    | Kim            | Julia Verdin          |

### Series
| Año       | Serie                   | Rol           | Notas        |
| --------- | ----------------------- | ------------- | ------------ |
| 1998-1999 | Mortal Kombat: Conquest | Taja          | 22 episodios |
| 2001-2002 | Philly                  | Lisa Walensky | 8 episodios  |
| 2007      | Painkiller Jane         | Jane Vasco    | 22 episodios |